# 四ヶ浦町
四ヶ浦町（しかうらちょう）は福井県丹生郡にあった町。現在の越前町にあたる。

## 地理
- 海洋 ： 若狭湾
- 岬 ： 黒崎

## 歴史
- 1889年（明治22年）4月1日 - 町村制の施行により、梅浦村、宿浦、新保浦、小樟浦及び大樟浦の区域をもって、四ヶ浦村が発足する。
- 1907年（明治40年）8月1日 - 四ヶ浦村及び上岬村と合併して、改めて四ヶ浦村が発足する。
- 1946年（昭和21年）8月1日 - 四ヶ浦村が町制施行して、四ヶ浦町となる。
- 1955年（昭和30年）3月1日 - 四ヶ浦町及び城崎村が合併して、越前町が発足する。